# Uzbekistan Super League 2023
Die Uzbekistan Super League 2023 war die 32. Spielzeit der höchsten usbekischen Fußballliga. Aus Sponsorengründen war die Liga auch als Coca-Cola Uzbekistan Super League bekannt. Organisiert wurde die Liga durch die Oʻzbekiston Futbol Federatsiyasi. Titelverteidiger war Paxtakor Taschkent. Die Saison startete am 3. März 2023 und endete am 1. Dezember 2023.

## Teilnehmende Mannschaften
| Verein                | Stadt     | Heimstadion               | Kapazität |
| --------------------- | --------- | ------------------------- | --------- |
| AGMK                  | Olmaliq   | AGMK Stadion              | 12.105    |
| FK Andijon            | Andijon   | Stadion Soglom Avlod      | 18.360    |
| FK Buxoro             | Buxoro    | Buxoro Arena              | 22.700    |
| Bunyodkor Taschkent   | Taschkent | Bunyodkor-Stadion         | 34.000    |
| Metallurg Bekobod     | Bekobod   | Metallurg Bekabad Stadion | 15.000    |
| Nasaf Karschi         | Qarshi    | Zentralstadion Qarshi     | 16.000    |
| Navbahor Namangan     | Namangan  | Markaziy Stadion          | 22.000    |
| FK Neftchi Fargʻona   | Fargʻona  | Stadion Istiklol          | 20.000    |
| FK Olympic Tashkent   | Taschkent | JAR-Stadion               | 08.500    |
| Paxtakor Taschkent    | Taschkent | Paxtakor-Zentral-Stadion  | 35.000    |
| Qizilqum Zarafshon    | Zarafshon | Yoshlar-Stadion           | 12.500    |
| FK Soʻgʻdiyona Jizzax | Jizzax    | Sogdiana Stadion          | 11.650    |
| Surkhon Termez        | Termiz    | Alpamish Stadion          | 06.000    |
| FK Turon Yaypan       | Yaypan    | Uzbekistan Stadion        | 05.000    |

## Personal
| Mannschaft            | Trainer              | Mannschaftskapitän     |
| --------------------- | -------------------- | ---------------------- |
| AGMK                  | Mirjalol Qosimov     | Sanzhar Tursunov       |
| FK Andijon            | Aleksandr Khomyakov  | Ildar Mamatkazin       |
| FK Buxoro             | Ulugbek Bakaev       | Obid Juraboev          |
| Bunyodkor Taschkent   | Murat Atadzhanov     | Dawrondschon Ergaschew |
| Metallurg Bekobod     | Vesco Stesevic       | Khudoyshukur Sattorov  |
| Nasaf Karschi         | Ruzikul Berdiev      | Umar Eshmurodov        |
| Navbahor Namangan     | Samvel Babayan       | Oʻtkir Yusupov         |
| FK Neftchi Fargʻona   | Vitaliy Levchenko    | Lutfulla Turaev        |
| FK Olympic Tashkent   | Temur Kapadze        | Bekhzod Shamsiev       |
| Paxtakor Taschkent    | Maksim Shatskix      | Dragan Ćeran           |
| Qizilqum Zarafshon    | Asror Alikulov       | Sherali Juraev         |
| FK Soʻgʻdiyona Jizzax | Ivan Bošković        | Jasur Khasanov         |
| Surkhon Termez        | Sergey Arslanov      | Artem Potapov          |
| FK Turon Yaypan       | Bakhtiyor Ashurmatov | Sardor Abduraimov      |

## Ausländische Spieler
| Verein                | Spieler 1            | Spieler 2                 | Spieler 3               | Spieler 4          | Spieler 5            | Spieler 6         | AFC Spieler            | Ehemalige Spieler                                                                         |
| --------------------- | -------------------- | ------------------------- | ----------------------- | ------------------ | -------------------- | ----------------- | ---------------------- | ----------------------------------------------------------------------------------------- |
| AGMK                  | Martin Boakye        | Rubén Sánchez             |                         |                    |                      |                   | Siavash Hagh Nazari    | Mohamed Salem Irakli Rukhadze                                                             |
| FK Andijon            | Rubin Hebaj          | Vladimir Bubanja          | Levan Arveladze         | Ihor Lytovka       | Armin Bošnjak        |                   |                        | Nodar Kawtaradse Ahtam Nasarow                                                            |
| Bunyodkor Taschkent   | Aleksey Nosko        | Wellington Taira          | Igor Ivanović           | Milan Marčić       |                      |                   | Dawrondschon Ergaschew | Viktar Sotnikaw                                                                           |
| FK Buxoro             | Vsevolod Nihaev      | Aleksandar Stanisavljević | Oleksandr Kasyan        | Luka Kukic         | Frane Ikic           |                   | Mukhammadzhon Rakhimov | Nikola Stosic                                                                             |
| Metallurg Bekobod     | Kerim Palić          | Reza Yazdandoost          | Danial Mahini           | Ivan Josović       |                      |                   | Daler Sharipov         | Marko Obradović Uladzislaw Kasmynin Filip Stamenković                                     |
| Nasaf Karschi         | Mateus Lima          | Marko Stanojević          | Andrés Chávez           | Jaba Jighauri      |                      |                   |                        | Mukhammadzhon Rakhimov                                                                    |
| Navbahor Namangan     | Miloš Milović        | Jovan Đokić               | Luka Čermelj            | Toma Tabatadze     | Filip Ivanovic       |                   |                        |                                                                                           |
| FK Neftchi Fargʻona   | Tomislav Mrčela      | Giorgi Nikabadze          | Oleksiy Larin           | Bachana Arabuli    |                      |                   | Zoir Dzhuraboyev       | Toma Tabatadze Yuriy Batyushyn Andriy Mishchenko                                          |
| FK Olympic Tashkent   |                      |                           |                         |                    |                      |                   |                        |                                                                                           |
| Paxtakor Taschkent    | Mohammadreza Kooshki | Przemysław Banaszak       | Dragan Ćeran            | Pavel Pavlyuchenko | Matthew Steenvoorden | Michał Kucharczyk | Kimi Merk              | Giorgi Papava                                                                             |
| Qizilqum Zarafshon    | Ifeanyi Ifeanyi      | Giorgi Kukhianidze        | Nikolai Tarasov         | Akaki Shulaia      | Marko Simonovski     |                   |                        | Victor Mbaoma Oleg Tolmasov Bagtyar Gurgenov                                              |
| FK Soʻgʻdiyona Jizzax | Dženan Zajmović      | Tarik Isić                | Ljupco Doriev           | Milan Mitrović     | Marko Kolaković      | Damjan Radulovic  |                        | Serder Mukailovich Serderov                                                               |
| Surkhon Termez        | Artyom Sokol         | Sylvanus Nimely           | Tamirlan Dzhamalutdinov |                    | Artyom Potapov       |                   |                        | Shamil Gasanov                                                                            |
| FK Turon Yaypan       | Ngu Abega Enyang     |                           |                         |                    |                      |                   |                        | Sakaria Beglarischwili Anri Chichinadze Nikola Kumburović Milan Bojović Dušan Stoiljković |

## Tabelle
Stand: Saisonende 2023
| Pl. | Verein                 | Sp. | S  | U  | N  | Tore    | Diff. | Punkte |
| --- | ---------------------- | --- | -- | -- | -- | ------- | ----- | ------ |
| 1.  | Paxtakor Taschkent (M) | 26  | 16 | 5  | 5  | 041:250 | +16   | 53     |
| 2.  | Nasaf Karschi          | 26  | 13 | 9  | 4  | 031:160 | +15   | 48     |
| 3.  | Navbahor Namangan      | 26  | 14 | 5  | 7  | 044:190 | +25   | 47     |
| 4.  | FK Olmaliq             | 26  | 13 | 7  | 6  | 043:340 | +9    | 46     |
| 5.  | FK Neftchi Fargʻona    | 25  | 11 | 11 | 3  | 033:180 | +15   | 44     |
| 6.  | Surkhon Termez         | 26  | 11 | 7  | 8  | 028:240 | +4    | 40     |
| 7.  | FK Andijon (A)         | 26  | 12 | 4  | 10 | 027:250 | +2    | 40     |
| 8.  | Bunyodkor Taschkent    | 26  | 10 | 7  | 9  | 030:330 | −3    | 37     |
| 9.  | FK Olympic Tashkent    | 26  | 8  | 7  | 11 | 026:320 | −6    | 31     |
| 10. | Metallurg Bekobod      | 26  | 8  | 6  | 12 | 026:350 | −9    | 30     |
| 11. | FK Soʻgʻdiyona Jizzax  | 26  | 7  | 6  | 13 | 029:380 | −9    | 27     |
| 12. | Qizilqum Zarafshon     | 26  | 6  | 7  | 13 | 022:330 | −11   | 25     |
| 13. | FK Turon Yaypan (A)    | 26  | 3  | 7  | 16 | 016:410 | −25   | 16     |
| 14. | FK Buxoro (A)          | 26  | 4  | 3  | 19 | 012:350 | −23   | 15     |

| Zum Saisonende 2023: |
| Qualifikation die Gruppenphase der AFC Champions League Elite Qualifikation die Gruppenphase der AFC Champions League 2 Qualifikation für das Relegationsspiel Abstieg in die zweite Liga |

### Relegation
| Datum            |             | Ergebnis |                    |
| ---------------- | ----------- | -------- | ------------------ |
| 5. Dezember 2023 | Qoʻqon 1912 | 1:2      | Qizilqum Zarafshon |

## Ergebnisse
Die Kreuztabelle stellt die Ergebnisse aller Spiele dieser Saison dar. Die Heimmannschaft ist in der linken Spalte, die Gastmannschaft in der oberen Zeile aufgelistet.
| Saison 2021/22        | AGM | AND | BUN | BUX | MET | NAS | NAV | NEF | OLY | PAX | QIZ | SOJ | SUR | TUR |
| --------------------- | --- | --- | --- | --- | --- | --- | --- | --- | --- | --- | --- | --- | --- | --- |
| FK Olmaliq            |     | 2:1 | 2:3 | 3:1 | 2:4 | 1:1 | 2:1 | 1:1 | 2:1 | 1:2 | 4:0 | 3:2 | 2:3 | 2:1 |
| FK Andijon            | 0:1 |     | 0:3 | 1:0 | 5:0 | 0:0 | 2:1 | 0:2 | 2:1 | 1:0 | 2:0 | 1:2 | 0:0 | 2:1 |
| Bunyodkor Taschkent   | 1:1 | 2:1 |     | 1:2 | 1:0 | 1:1 | 1:5 | 2:1 | 1:1 | 1:2 | 2:2 | 0:2 | 0:1 | 0:0 |
| FK Buxoro             | 0:1 | 0:1 | 0:2 |     | 1:0 | 0:1 | 0:3 | 2:2 | 0:1 | 0:1 | 1:0 | 0:2 | 1:1 | 2:3 |
| Metallurg Bekobod     | 2:0 | 2:0 | 1:1 | 0:0 |     | 1:2 | 1:1 | 0:3 | 2:1 | 1:3 | 1:0 | 3:1 | 0:1 | 1:1 |
| Nasaf Karschi         | 2:0 | 0:1 | 0:1 | 1:0 | 2:0 |     | 0:0 | 2:0 | 3:0 | 0:0 | 0:0 | 0:0 | 3:2 | 2:1 |
| Navbahor Namangan     | 0:0 | 1:0 | 3:0 | 1:0 | 3:0 | 0:1 |     | 1:1 | 2:1 | 1:2 | 3:0 | 3:0 | 1:0 | 5:0 |
| FK Neftchi Fargʻona   | 2:2 | 0:0 | 1:0 | 3:0 | 1:0 | 2:1 | 0:0 |     | 0:1 | 2:1 | 1:0 | 0:0 | 1:1 | 1:1 |
| FK Olympic Tashkent   | 0:1 | 0:1 | 1:1 | 1:0 | 1:2 | 1:3 | 2:1 | 0:0 |     | 0:2 | 0:0 | 3:3 | 1:1 | 2:0 |
| Paxtakor Taschkent    | 2:2 | 1:1 | 2:3 | 1:0 | 1:0 | 1:1 | 2:1 | 0:1 | 2:3 |     | 3:1 | 2:1 | 1:0 | 3:0 |
| Qizilqum Zarafshon    | 1:2 | 3:0 | 2:0 | 1:0 | 0:2 | 1:1 | 1:2 | 1:1 | 0:1 | 2:3 |     | 4:2 | 0:0 | 1:0 |
| FK Soʻgʻdiyona Jizzax | 1:2 | 1:2 | 0:1 | 1:0 | 2:2 | 1:2 | 2:1 | 0:2 | 2:2 | 1:1 | 1:0 |     | 0:2 | 2:0 |
| Surkhon Termez        | 1:3 | 1:0 | 1:0 | 2:0 | 1:0 | 1:2 | 1:2 | 2:2 | 1:0 | 1:2 | 1:2 | 1:0 |     | 1:0 |
| FK Turon Yaypan       | 1:1 | 1:3 | 1:2 | 1:2 | 1:1 | 1:0 | 0:2 | 0:3 | 0:1 | 0:1 | 0:0 | 1:0 | 1:1 |     |

## Torschützenliste
Stand: Saisonende 2022/23
| Platz | Spieler              | Mannschaft                                    | Tore |
| ----- | -------------------- | --------------------------------------------- | ---- |
| 1.    | Dragan Ćeran         | Paxtakor Taschkent                            | 13   |
| 2.    | Rubin Hebaj          | FK Andijon                                    | 12   |
| 2.    | Sylvanus Nimely      | Surkhon Termez                                | 12   |
| 4.    | Oston Urunov         | Navbahor Namangan                             | 9    |
| 4.    | Khurshid Giyosov     | FK Olmaliq                                    | 9    |
| 4.    | Toma Tabatadze       | FK Neftchi Fargʻona (6) Navbahor Namangan (3) | 9    |
| 7.    | Dženan Zajmović      | FK Soʻgʻdiyona Jizzax                         | 8    |
| 7.    | Islom Kenzhaboev     | Qizilqum Zarafshon                            | 8    |
| 9.    | Zabikhillo Urinboev  | Metallurg Bekobod                             | 7    |
| 10.   | Martin Boakye        | FK Olmaliq                                    | 6    |
| 10.   | Javokhir Kakhramonov | FK Soʻgʻdiyona Jizzax                         | 6    |
| 10.   | Jasurbek Khakimov    | Bunyodkor Taschkent                           | 6    |
| 10.   | Alisher Odilov       | FK Olympic Tashkent                           | 6    |

## Hattricks
Stand: Saisonende 2023
| Spieler      | Verein             | Gegnerischer Verein | Ergebnis | Datum          |
| ------------ | ------------------ | ------------------- | -------- | -------------- |
| Dragan Ćeran | Paxtakor Taschkent | Metallurg Bekobod   | 3:1 (A)  | 2. April 2023  |
| Rubin Hebaj  | FK Andijon         | Metallurg Bekobod   | 5:0 (H)  | 24. April 2023 |